# Papilio prexaspes
Espèce
Papilio prexaspes ou Hélène bleue est une espèce de lépidoptères (papillons) de la famille des Papilionidae. L'espèce vit en Indochine. 

## Description

### Imago
L'adulte mesure entre 7 et 9 cm d'envergure. À l'avers les ailes antérieures sont noires avec parfois une petite macule blanche sur le bord inférieur. Les ailes postérieures ont des queues et sont noires avec une larges macule blanche ou jaunâtre. Au revers les ailes antérieures sont noires avec une partie marginale saupoudrée d'écailles plus claires, les ailes postérieures portent une large macule blanche bordée de bleu-gris, une série de lunules orangées dans la partie marginale et une ocelle orangée dans l'angle anal.  

## Écologie
L'écologie de cette espèce est mal connue. La femelle pond ses œufs sur des plantes de la famille des Rutacées. Les chenilles consomment les feuilles de la plante-hôte et passent par cinq stades. Comme tous les Papilionides elles portent derrière la tête un osmeterium fourchu qu'elles déploient quand elles se sentent menacée et qui dégage une odeur malodorante. 
Les chenilles se changent en chrysalide sur une branche. La chrysalide est maintenue à la verticale par une ceinture de soie.

## Habitat et répartition
Papilio prexaspes vit dans les forêts tropicales humides, plutôt dans les basses-terres. L'espèce est présente en Indochine, dans le sud de la Birmanie, en Thaïlande et au Vietnam, au Laos , en Malaisie et dans les îles Andaman.

## Systématique
L'espèce Papilio prexaspes a été décrite pour la première fois en 1865 par Cajetan von Felder et Rudolf Felder dans Reise der osterreichischen fregatte Novara um die erde :  Zoologischer Theil, à partir d'un spécimen trouvé à Malacca en Malaisie. L'espèce est nommée en l'honneur de M. Pitman, qui a supervisé la collecte de ces insectes. La sous-espèce Papilio prexaspes pitmani est parfois considérée comme une espèce à part entière sous le nom Papilio pitmani.

## Papilio prexaspeset l'Homme

### Nom vernaculaire
L'espèce est appelée Blue Helen en anglais, la sous-espèce Papilio prexaspes andamanensis est nommée Andaman Helen. 

### Menaces et conservation
L'espèce n'est pas évaluée par l'UICN.
La sous-espèce P. prexaspes andamanensis, endémique des îles Andaman-et-Nicobar, est protégée par la loi indienne.